# Поперека Михайло Степанович
Михайло Степанович Поперека (1910, місто Барановичі Могилівської губернії, тепер Республіка Білорусь — березень 1982, місто Донецьк) — радянський діяч органів держбезпеки та внутрішніх справ. Член ВКП(б) з 1932 року, член Ревізійної Комісії КП(б) України у 1949—1954 роках. Депутат Верховної Ради УРСР 3-го скликання. Нагороджений Указом Президії Верховної Ради СРСР від 29 жовтня 1948 «за успішне виконання спеціального завдання Уряду» по боротьбі з націоналістичним підпіллям в Західній Україні.

## Біографія
Народився в сім'ї робітника. Трудову діяльність розпочав в 1925 році чорноробом зернорадгоспу «Чиста лінія» Криничанського району Дніпропетровського округу, у 1926—1928 роках працював чорноробом зернорадгоспу «Флеренбург» Ново-Троїцького району Мелітопольського округу. У 1928—1930 роках працював вантажником, мотористом «Кримхімсільтресту» у місті Євпаторії. У 1930—1931 роках — колгоспник в колгоспі «Незаможник» село Мішурин Ріг Верхньодніпровського району. У 1931 році працював мотористом свинорадгоспу «Комунар» Лихівського району.
З 1931 року — на службі в Робітничо-селянській Червоній Армії: курсант школи молодшого командного складу 5-ї авіаційної бригади, помічник командира взводу частини 1557 Українського військового округу. У 1934—1935 роках — секретар партійного бюро окремого батальйону авіазв'язку 5-ї авіаційної бригади Особливої Червонопрапорної Далекосхідної армії. У 1935—1938 роках навчався в Ленінградському військово-політичному училищі імені Енгельса.
З липня 1938 року — співробітник органів НКВС. У 1939 році — заступник начальника відділення 4-го відділу Головного Управління державної безпеки (ГУДБ) НКВС СРСР. У листопаді 1939 — квітні 1940 року — в резерві — у розпорядженні парткому НКВС СРСР. У квітні 1940 — лютому 1941 року — заступник начальника 5-го відділення 4-го відділу Головного Управління державної безпеки (ГУДБ) НКВС СРСР.
У лютому — жовтні 1941 року — заступник начальника 3-го відділу — Особливого відділу НКВС 6-ї армії Київського військового округу, Південно-Західного фронту. У 1941 році закінчив 2 курса Військово-політичної академії імені В. І. Леніна в Москві. У жовтні — грудні 1941 року — на лікуванні в госпіталі Південно-Західного фронту. У листопаді 1941 — січні 1942 року — начальник Особливого відділу НКВС 61-ї резервної армії. У січні — вересні 1942 року — заступник начальника Особливого відділу НКВС Брянського фронту; у вересні 1942 — червні 1943 року — заступник начальника Особливого відділу НКВС Північно-Західного фронту. У червні 1943 — червні 1944 року — заступник начальника Управління контррозвідки СМЕРШ Північно-Кавказького фронту. У липні 1944 — липні 1946 року — начальник Управління контррозвідки СМЕРШ Львівського військового округу.
З 13 липня 1946 до 7 серпня 1952 року — заступник міністра державної безпеки Української РСР. З 7 серпня 1952 до 19 березня 1953 року — начальник Управління Міністерства державної безпеки УРСР по Львівській області. З березня до 14 травня 1953 року — заступник міністра внутрішніх справ Української РСР. У травні — червні 1953 року — начальник 4-го Управління МВС Української РСР. З 11 червня 1953 до 4 вересня 1954 року — заступник міністра внутрішніх справ Української РСР.
З вересня 1954 до вересня 1962 року — начальник Управління Міністерства внутрішніх справ УРСР по Сталінській (Донецькій) області. З вересня 1962 до листопада 1968 року — начальник Управління охорони суспільного порядку Донецького облвиконкому. З листопада 1968 до липня 1974 року — начальник Управління внутрішніх справ Донецького облвиконкому.
З липня 1974 року — у відставці, на пенсії в місті Донецьку. Помер у кінці березня 1982 року. Похований на Мушкетівському цвинтарі Донецька.

## Звання
- лейтенант держбезпеки (25.09.1938);
- старший лейтенант держбезпеки (8.01.1939);
- старший батальйонний комісар (.06.1941);
- капітан держбезпеки (20.11.1941);
- майор держбезпеки (30.04.1942);
- полковник держбезпеки (14.02.1943);
- генерал-майор (31.07.1944);
- генерал-лейтенант внутрішньої охорони (22.11.1968)

## Нагороди
- орден Леніна (31.08.1971);
- п'ять орденів Червоного Прапора (1941, 1944, 1945, 1948, 1954);
- орден Вітчизняної війни 1 ступеня (29.10.1943);
- орден Кутузова 2 ступеня (13.09.1945);
- два ордени Трудового Червоного Прапора (23.01.1948, 27.07.1965);
- два ордени Червоної Зірки (26.04.1940, 21.05.1947);
- орден «Віртуті Мілітарі» (Польща);
- медалі